# T-5 (偵察機)
T-5は、石川島飛行機が大日本帝国陸軍向けに計画した偵察機。実機は製作されていない。

## 概要
1930年代前半、石川島はR-5練習機とともに複座偵察機T-5を計画したが、実機の製作に進まないまま設計のみで中止された。機体はパラソル翼と空冷星型エンジンを備えたものになる予定だった。